# Criza din Marea Neagră (2021)
Criza din Marea Neagră este o escaladare a tensiunilor militare dintre Federația Rusă și Ucraina, ultima susținută de unele state membre NATO.  Conflictul a început în 2014 când Federația Rusă a anexat  Crimeea  și a sprijinit forțele separatiste pro-ruse din Donbass să lupte pentru crearea republicilor autonome Donetsk și Luhansk. 
Acordurile pentru încetarea focului au fost deseori încălcate,  iar Ucraina a cerut vehement Statelor Unite ale Americii să adere la NATO.  
Federația Rusă condusă de președintele Vladimir Putin nu acceptă încă un stat membru NATO în preajma sa, astfel a început să-și mobilizeze armata la frontieră cu Ucraina. 
Președintele ucrainean, Volodimir Zelenski, a declarat    că armata ucraineană face tot posibilul pentru respectarea armistițiul în estul țării, însă este obligată să apere țara, dacă se va pune această problemă.

SUA intenționează să oprească criza care durează de 7 ani și să intervină militar împotriva separatiștilor. Inițial, au intenționat să trimită două distrugătoare în Marea Neagră, dar au renunțat. 
Federația Rusă continuă  escaladarea tensiunilor, trimițând 15 nave militare în Marea Neagră,  mobilizează trupele și blindatele  rusești din Transnistria și a organizat noi exerciții în Marea Neagră.  
Joe Biden, presedintele SUA,  i-a propus lui Putin un summit într-o țară terță în „următoarele luni” pentru a "construi o relație stabilă și previzibilă cu Rusia" .
SUA sancționează Federația Rusă și expulzează 10 diplomați ruși de la Washington   ca răspuns la o serie de atacuri cibernetice și la ingerințele în alegerile prezidențiale din 2020, acțiuni atribuite Moscovei,iar  Rusia reacționează la sancțiunile impuse de SUA și expulzează, la rândul ei, zece diplomați americani. 
Marea Britanie trimite un distrugător și o fregată antisubmarin în Marea Neagră și are pregătite de intervenție avioane F-35. 